# Martha Guzmán Partida
Martha Dolores Guzmán Partida (México, Siglo XX) es una matemática mexicana especializada en análisis funcional, incluido el análisis de Fourier, el análisis armónico y la teoría de distribuciones.

## Biografía
Guzmán Partida realizó sus estudios de educación superior en la Benemérita Universidad Autónoma de Puebla. Completó su doctorado en 1995 en la Universidad Nacional Autónoma de México. Su disertación, Hardy Spaces of Conjugates Temperatures, fue dirigida por Salvador Pérez Esteva. Se desempeña como profesora de matemáticas en la Universidad de Sonora.

## Reconocimiento
Guzmán fue elegido miembro de la Academia Mexicana de Ciencias en 2013.